# Equitazione americana

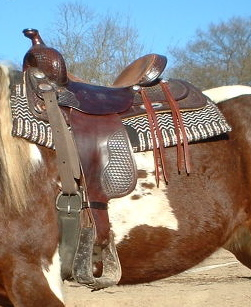
Sella western

L'equitazione americana (ma anche monta western o monta americana), è la monta tipica dei "cowboy" ma non solo. Si pratica usando finimenti e selle di tipo americano, caratterizzate da arcione e pomello. Si guida il cavallo impugnando le redini  e utilizzando soprattutto le gambe.
Montare all'americana è possibile con qualsiasi razza di cavallo, ma usualmente si impiegano cavalli argentini o statunitensi (Quarter horse, Paint horse, Appaloosa). 
Oltre alle passeggiate, si possono affrontare numerose discipline sportive western, tipiche dei cowboy: il cutting, il reining, il roping, il team penning, il barrel racing, il pole bending, il working cow horse, il western pleasure, il western riding, lo showmanship at halter, l'halter under saddle, il western horsemanship, il Mountain Trail horse, la gimkana.
L'abbigliamento è meno formale rispetto a quello per l'equitazione inglese, in quanto si cavalca con jeans, stivali western, camicia e cappello da cowboy. Ormai però, anche nella monta americana l'abbigliamento da gara è diventato più sofisticato, dato che si cerca di combinare i colori del cavallo a quelli della camicia o del sottosella, con l'obiettivo di creare un'immagine gradevole all'occhio. Sono molto apprezzati anche i chaps, tipici dei cowboy.

Tutte queste discipline sono praticabili anche in Italia, dove sono presenti diverse associazioni sportive autorizzate dalla Federazione Italiana Sport Equestri, come per esempio la FITETREC-ANTE. Ci sono comunque gare western anche organizzate dalle associazioni di razza.

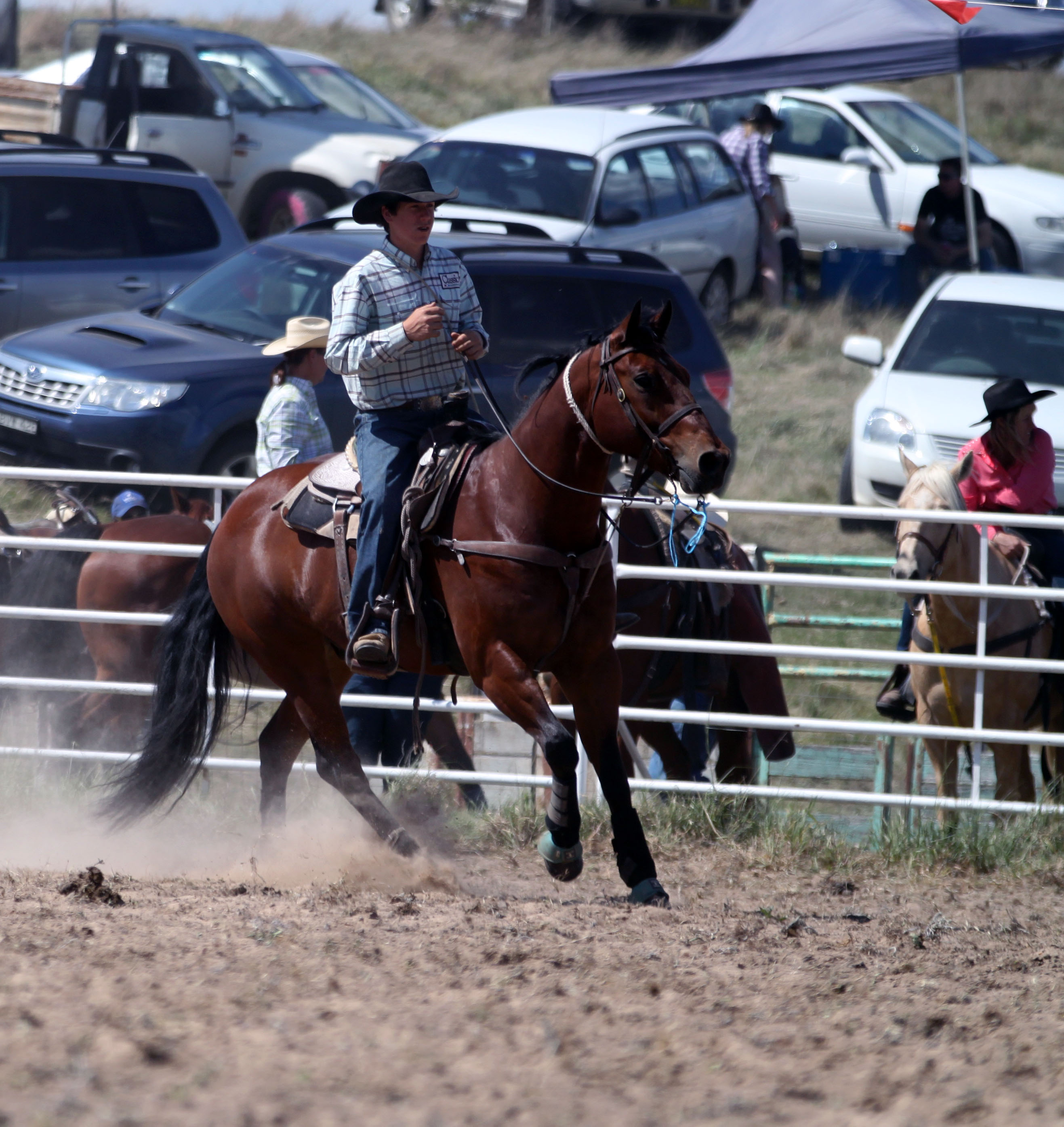
Cowboy moderno ed il suo cavallo